# KRC Genk in het seizoen 2006/07
Een overzicht van KRC Genk in het seizoen 2006/07, waarin de club vicekampioen werd.

## Spelerskern
| Nr.           | Naam                  | Nationaliteit | Geboortedatum | Vorige club                  |
| ------------- | --------------------- | ------------- | ------------- | ---------------------------- |
| Keepers       |                       |               |               |                              |
| 1             | Jan Moons             | België        | 26-09-1970    | 1999-2000 Germinal Beerschot |
| 1             | Davino Verhulst       | België        | 25-11-1987    | 2005-2007 KSK Beveren        |
| 26            | Logan Bailly          | België        | 27-12-1985    | 2003-2004 Heusden-Zolder     |
| 27            | Sinan Bolat           | Turkije       | 03-09-1988    | /                            |
| Verdedigers   |                       |               |               |                              |
| 4             | Tomislav Mikulić      | Kroatië       | 04-01-1982    | 2001-2005 NK Osijek          |
| 5             | Eric Matoukou         | Kameroen      | 08-07-1983    | 2002-2003 Heusden-Zolder     |
| 11            | Gonzague Vandooren    | België        | 19-08-1979    | 2001-2005 Standard Luik      |
| 15            | Sébastien Pocognoli   | België        | 01-08-1987    | /                            |
| 18            | Sven Verdonck         | België        | 30-01-1988    | /                            |
| 22            | Jean-Philippe Caillet | Frankrijk     | 24-06-1977    | 2005-2006 Litex Lovetsj      |
| 23            | Hans Cornelis         | België        | 13-10-1982    | 2001-2005 Club Brugge        |
| Middenvelders |                       |               |               |                              |
| 2             | Wouter Vrancken       | België        | 03-02-1979    | 2004-2006 AA Gent            |
| 3             | Seyfo Soley           | Gambia        | 15-07-1981    | 2004 Al-Hilal                |
| 6             | Wim De Decker         | België        | 06-04-1982    | 2003-2006 Germinal Beerschot |
| 7             | Faris Haroun          | België        | 22-09-1985    | /                            |
| 8             | Gert Claessens        | België        | 21-02-1972    | 2001-2003 Vitesse            |
| 10            | Tom Soetaers          | België        | 21-07-1980    | 2004-2005 Ajax               |
| 12            | Thomas Chatelle       | België        | 31-03-1981    | 2000 KV Mechelen             |
| 14            | Oleksandr Jakovenko   | Oekraïne      | 23-07-1987    | 2005-2006 Lierse SK          |
| 24            | Kenneth Van Goethem   | België        | 13-02-1984    | /                            |
| 30            | Alex da Silva         | Brazilië      | 15-08-1983    | 2006 Santos FC               |
| Aanvallers    |                       |               |               |                              |
| 9             | Kevin Vandenbergh     | België        | 16-05-1983    | 1999-2002 KVC Westerlo       |
| 16            | Marvin Ogunjimi       | België        | 12-10-1987    | /                            |
| 17            | Ivan Bošnjak          | Kroatië       | 06-02-1979    | 2003-2006 Dinamo Zagreb      |
| 19            | Jelle Vossen          | België        | 22-03-1989    | /                            |
| 20            | Jakson Coelho         | Brazilië      | 28-02-1986    | 2006 Flamengo                |
| 29            | Goran Ljubojević      | Kroatië       | 04-05-1983    | 2006 FC St. Gallen           |

### Technische staf
| Functie         | Naam                | Nationaliteit |
| --------------- | ------------------- | ------------- |
| Coach           | Hugo Broos          | België        |
| Assistent-coach | Pierre Denier       | België        |
| Keeperstrainer  | Guy Martens         | België        |
| Beloftencoach   | Ronny Van Geneugden | België        |

## Resultaten
Een overzicht van de competities waaraan Genk in het seizoen 2006-2007 deelnam.
| Seizoen 2006/07  | Seizoen 2006/07 | Seizoen 2006/07    |
| Competitie       | Resultaat       | Uitgeschakeld door |
| ---------------- | --------------- | ------------------ |
| Jupiler League   | Vicekampioen    |                    |
| Beker van België | Kwartfinale     | RSC Anderlecht     |

## Uitrustingen
Shirtsponsor(s): Euphony / Carglass / Vasco / Echo

Sportmerk: Airness
| Thuis | Uit | Doelman | Doelman |

## Transfers

### Zomer
| Naam                  | Nationaliteit | Van/naar           | Type           |
| --------------------- | ------------- | ------------------ | -------------- |
| Inkomend              |               |                    |                |
| Wim De Decker         | België        | Germinal Beerschot | Gekocht        |
| Wouter Vrancken       | België        | AA Gent            | Gekocht        |
| Ivan Bošnjak          | Kroatië       | Dinamo Zagreb      | Gekocht        |
| Goran Ljubojević      | Kroatië       | Dinamo Zagreb      | Gekocht        |
| Alex da Silva         | Brazilië      | Marília            | Gekocht        |
| Jean-Philippe Caillet | Frankrijk     | Litex Lovetsj      | Gekocht        |
| Oleksandr Jakovenko   | Oekraïne      | Lierse SK          | Gekocht        |
| Uitgaand              |               |                    |                |
| Sunday Oliseh         | Nigeria       |                    | Einde carrière |
| Steven Defour         | België        | Standard Luik      | Verkocht       |
| Koen Daerden          | België        | Club Brugge        | Verkocht       |
| Bob Peeters           | België        | Lierse SK          | Verkocht       |
| Boris Marolt          | België        | Patro Eisden       | Verkocht       |
| Wouter Corstjens      | België        | KVC Westerlo       | Verkocht       |
| Jordan Remacle        | België        | RKC Waalwijk       | Verkocht       |
| Indriði Sigurðsson    | IJsland       | Lyn Oslo           | Verkocht       |
| Justice Wamfor        | Kameroen      | Germinal Beerschot | Verkocht       |
| Orlando Engelaar      | Nederland     | FC Twente          | Verkocht       |
| Nenad Stojanović      | Servië        | FC Brussels        | Verkocht       |

### Winter
| Naam                | Nationaliteit | Van/naar          | Type     |
| ------------------- | ------------- | ----------------- | -------- |
| Inkomend            |               |                   |          |
| Davino Verhulst     | België        | KSK Beveren       | Gekocht  |
| Jakson Coelho       | Brazilië      | Getafe            | Huur     |
| Uitgaand            |               |                   |          |
| Gert Claessens      | België        | Lierse SK         | Verkocht |
| Jan Moons           | België        | Lierse SK         | Verkocht |
| Kenneth Van Goethem | België        | KV Mechelen       | Verkocht |
| Seyfo Soley         | Gambia        | Preston North End | Verkocht |

## Competitie

### Klassement
|         |    |                                  | P  | W  | G  | V  | +  | -  | DS  | Ptn |
| ------- | -- | -------------------------------- | -- | -- | -- | -- | -- | -- | --- | --- |
| K (CL)  | 1  | RSC Anderlecht                   | 34 | 23 | 8  | 3  | 75 | 30 | 45  | 77  |
| (CL)    | 2  | KRC Genk                         | 34 | 22 | 6  | 6  | 71 | 37 | 34  | 72  |
| (UEFA)  | 3  | R. Standard de Liège             | 34 | 19 | 7  | 8  | 62 | 38 | 24  | 64  |
|         | 4  | KAA Gent                         | 34 | 18 | 6  | 10 | 56 | 40 | 16  | 60  |
|         | 5  | R. Sporting du Pays de Charleroi | 34 | 17 | 9  | 8  | 51 | 40 | 11  | 60  |
| (beker) | 6  | Club Brugge KV                   | 34 | 14 | 9  | 11 | 58 | 40 | 18  | 51  |
|         | 7  | Germinal Beerschot               | 34 | 14 | 9  | 11 | 52 | 46 | 6   | 51  |
|         | 8  | KVC Westerlo                     | 34 | 12 | 10 | 12 | 41 | 44 | −3  | 46  |
|         | 9  | RAEC Mons                        | 34 | 12 | 8  | 14 | 41 | 41 | 0   | 44  |
|         | 10 | R. Excelsior Mouscron            | 34 | 10 | 12 | 12 | 51 | 55 | −4  | 42  |
|         | 11 | KSV Roeselare                    | 34 | 10 | 9  | 15 | 50 | 72 | −22 | 39  |
|         | 12 | Cercle Brugge KSV                | 34 | 10 | 8  | 16 | 31 | 36 | −5  | 38  |
|         | 13 | FC Brussels                      | 34 | 8  | 14 | 12 | 39 | 50 | −11 | 38  |
|         | 14 | SV Zulte Waregem                 | 34 | 9  | 10 | 15 | 40 | 54 | −14 | 37  |
|         | 15 | K. Sint-Truidense VV             | 34 | 9  | 8  | 17 | 39 | 52 | −13 | 35  |
|         | 16 | KSC Lokeren Oost-Vlaanderen      | 34 | 5  | 15 | 14 | 32 | 48 | −16 | 30  |
| E       | 17 | K. Lierse SK                     | 34 | 6  | 8  | 20 | 33 | 66 | −33 | 26  |
| D       | 18 | KSK Beveren                      | 34 | 5  | 10 | 19 | 31 | 64 | −33 | 25  |

P: wedstrijden gespeeld, W: wedstrijden gewonnen, G: gelijke spelen, V: wedstrijden verloren, +: gescoorde doelpunten, -: doelpunten tegen, DS: doelsaldo, Ptn: totaal punten
K: kampioen, D: degradeert, E: naar eindronde (beker): bekerwinnaar, (CL): geplaatst voor Champions League, (UEFA): geplaatst voor UEFA-beker

## Individuele prijzen
| Prijs                | Winnaar    |
| -------------------- | ---------- |
| Trainer van het Jaar | Hugo Broos |

## Afbeeldingen

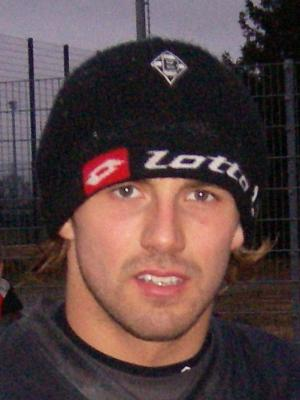
Logan Bailly (doelman)
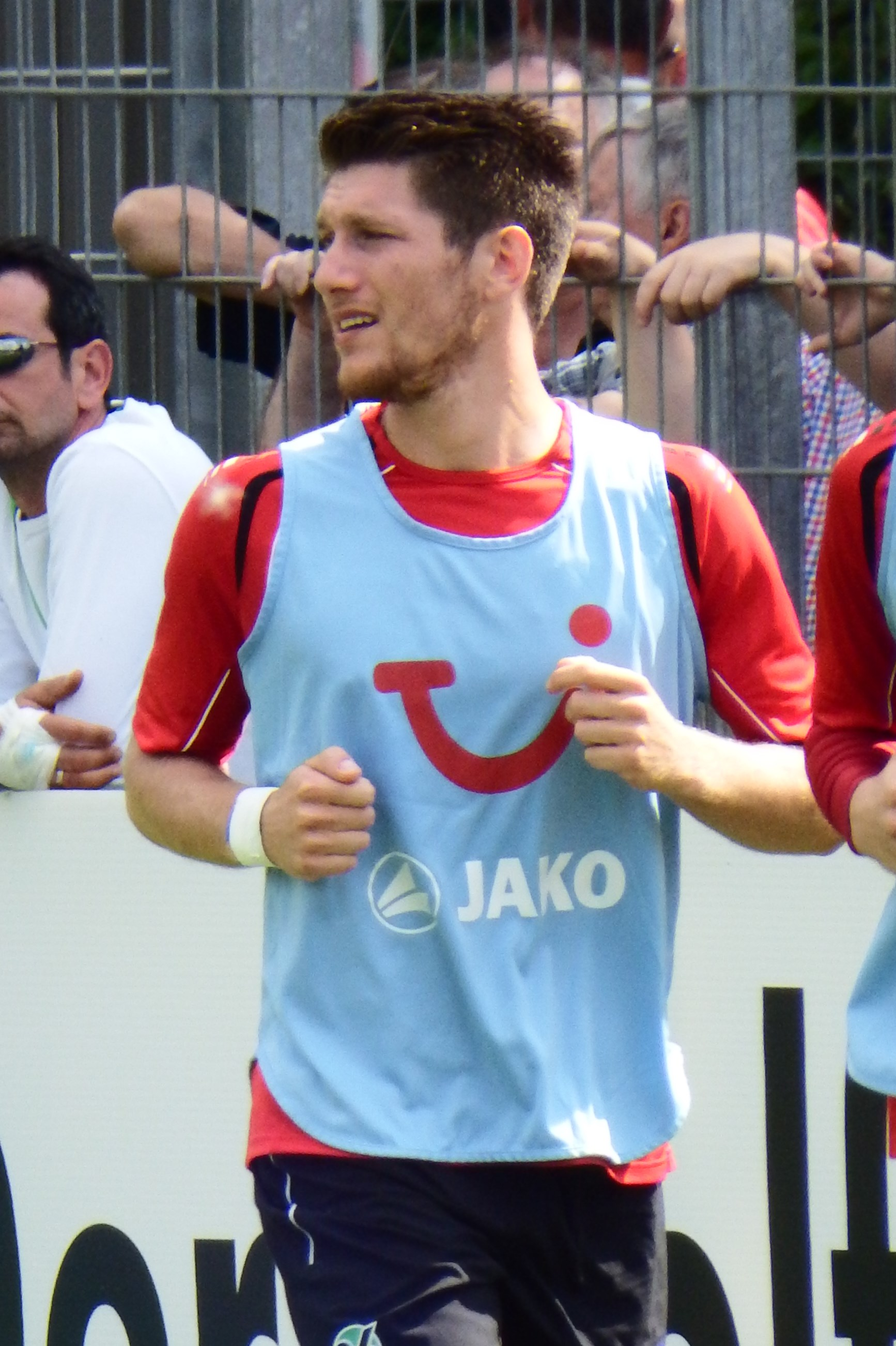
Sébastien Pocognoli (verdediger)
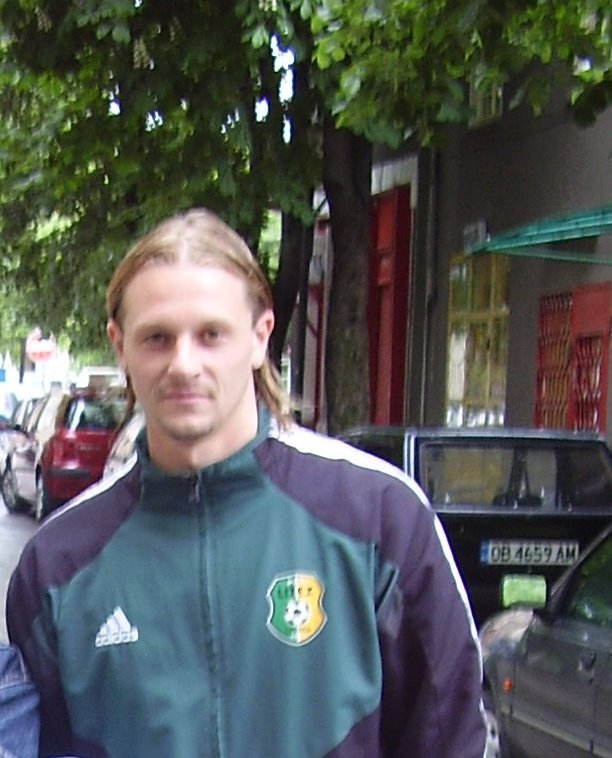
Jean-Philippe Caillet (verdediger)
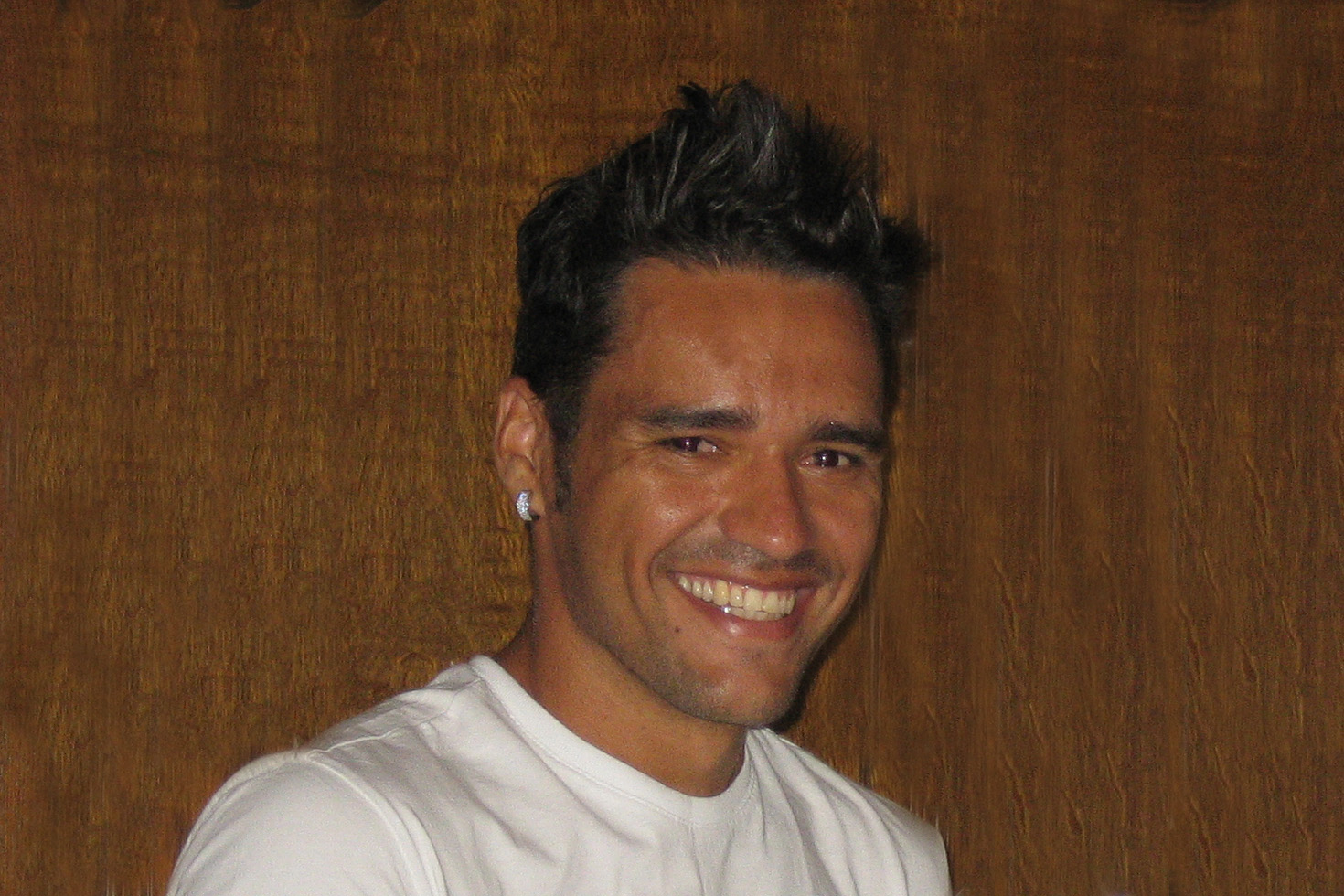
Alex da Silva (middenvelder)
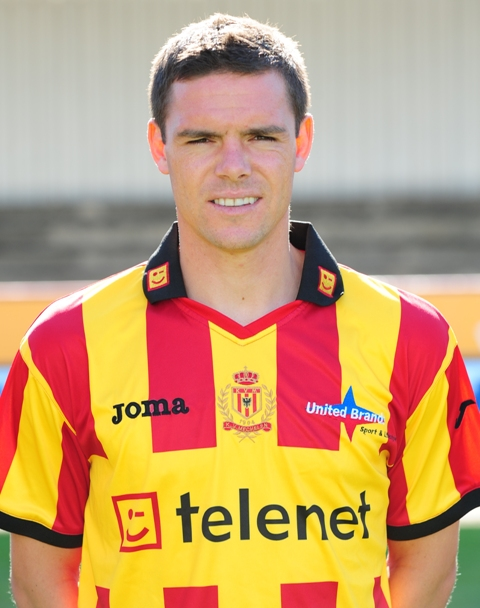
Tom Soetaers (middenvelder)
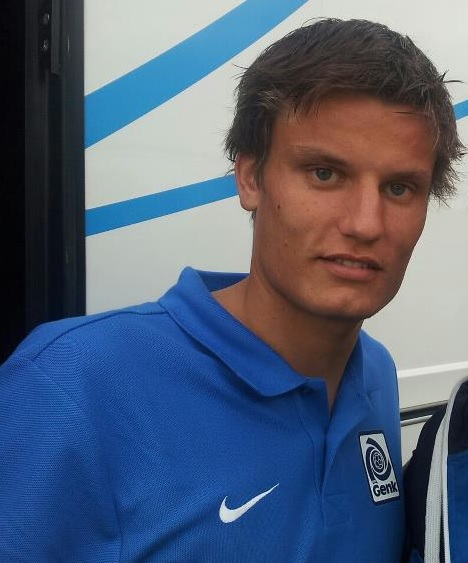
Jelle Vossen (aanvaller)
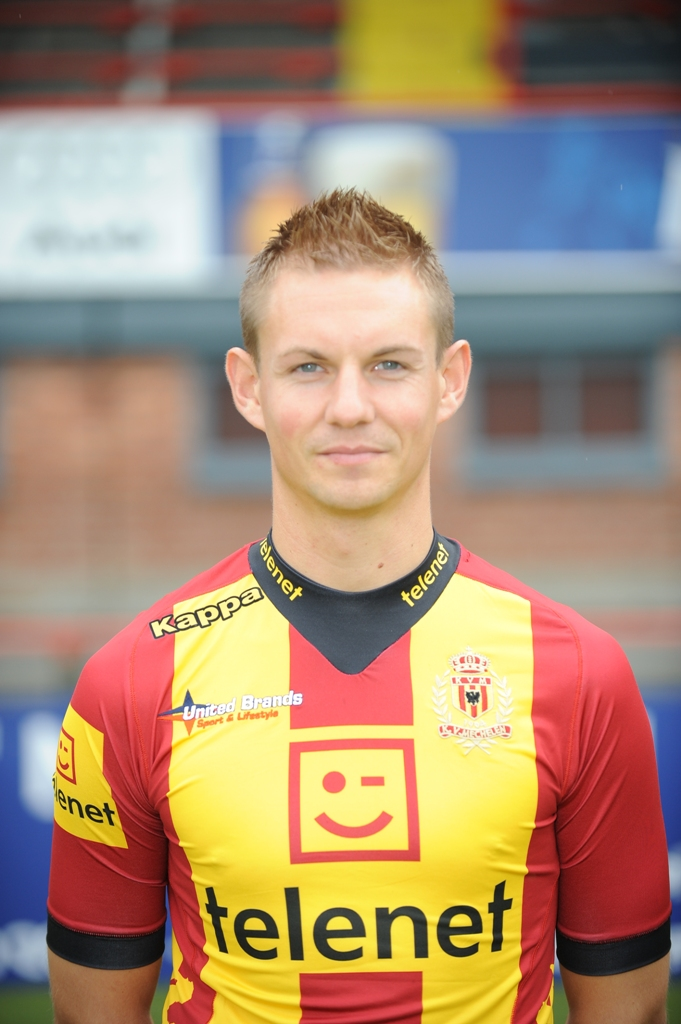
Kevin Vandenbergh (aanvaller)